# Willian Grocyn

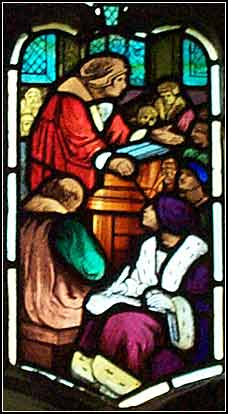
William Grocyn dá palestras em grego em Oxford

William Grocyn (Colerne, Wiltshire, c. 1446 – 1519) foi um estudioso inglês, amigo de Erasmo de Roterdã.
Grocyn foi um proeminente estudioso e educador inglês, nascido em Colerne, Wiltshire. Destinado à igreja, ele frequentou o Winchester College e mais tarde o New College, em Oxford. Ele ocupou vários cargos, incluindo um membro do New College e um leitor em teologia no Magdalen College. Grocyn visitou a Itália e estudou grego e latim, ajudando mais tarde a promover o aprendizado do grego na Inglaterra. Erasmus o considerava um amigo e preceptor.
Grocyn ocupou vários cargos na igreja, mas sua generosidade o levou a dificuldades financeiras. Ele morreu em 1519 e foi enterrado em Maidstone. Embora não tenha deixado muitas obras literárias, Erasmo elogiou seu caráter e erudição. O legado de Grocyn vive em seu homônimo, o principal professor de línguas clássicas da Universidade de Oxford.

## Vida
Grocyn nasceu em Colerne, Wiltshire. Pretendido por seus pais para a igreja, ele foi enviado para o Winchester College, e em 1465 foi eleito para uma bolsa de estudos no New College, Oxford. Em 1467 ele se tornou um companheiro, e entre seus alunos estava William Warham, posteriormente arcebispo de Canterbury. Em 1479, Grocyn aceitou a reitoria de Newton Longville, em Buckinghamshire, mas continuou a viver em Oxford. Como leitor em divindade no Magdalen College em 1481, ele manteve uma disputa com John Taylor, professor de divindade, na presença do rei Ricardo III; o rei reconheceu sua habilidade como debatedor com o presente de um cervo e cinco marcos. Em 1485, Grocyn tornou-se prebendário da Catedral de Lincoln. Por volta de 1488, ele trocou a Inglaterra pela Itália e, antes de seu retorno em 1491, visitou Florença, Roma e Pádua, e estudou grego e latim com Demétrio Calcondilas e Poliziano. Como professor no Exeter College, em Oxford, ele ajudou a doutrinar seus compatriotas no novo aprendizado grego.
Erasmo diz em uma de suas cartas que Grocyn ensinou grego em Oxford antes de sua visita à Itália. O diretor do New College, Thomas Chaundler, convidou Cornelius Vitelli, então em visita a Oxford, para atuar como pretor. Isso foi por volta de 1475 e, como Vitelli certamente estava familiarizado com a literatura grega, Grocyn pode ter aprendido grego com ele. Ele parece ter vivido em Oxford até 1499, mas quando seu amigo John Colet se tornou reitor de St Paul's em 1504, ele estava morando em Londres. Grocyn foi escolhido por Colet para ministrar palestras em St Paul's. Tendo inicialmente denunciado aqueles que impugnavam a autenticidade da Hierarchia ecclesiastica atribuída aDionísio, o Areopagita, ele foi levado a modificar seus pontos de vista por meio de uma investigação mais aprofundada e declarou abertamente que havia se enganado. Ele também contou com Thomas Linacre, William Lilye, William Latimer e Thomas More entre seus amigos, e Erasmo - escrevendo em 1514 - diz que foi apoiado por Grocyn em Londres e o chama de "amigo e preceptor de todos nós".
Grocyn teve vários cargos, mas sua generosidade para com seus amigos o envolveu em contínuas dificuldades e, embora em 1506 tenha sido nomeado mestre ou diretor do College of All Saints, Maidstone em Kent, por recomendação do arcebispo Warham, ele ainda foi obrigado a pedir emprestado a seu amigos.
Ele morreu em 1519 e foi enterrado em sua igreja colegiada em Maidstone. Linacre atuou como testamenteiro de Grocyn e gastou o dinheiro que recebeu em esmolas para os pobres e na compra de livros para estudiosos pobres.

## Avaliação
Com exceção de algumas linhas de versos latinos sobre uma senhora que o esnobou, e uma carta para Aldus Manutius no início da tradução de Linacre da Sphaera de Proclus (Veneza, 1499), Grocyn não deixou nenhuma prova literária de sua erudição. Sua proposta de traduzir Aristóteles em companhia de Linacre e Latimer nunca foi realizada. Anthony Wood atribui algumas obras latinas a Grocyn, mas com autoridade insuficiente.

Por Erasmo, ele foi descrito como:
"vir severissimae castissimae vitae, ecclesiasticarum Constitutionum observantissimus pene usque ad superstitionem, scholasticae theologiae ad unguem doctus ac natura etiam acerrimi judicii, demum in omni disciplinarum genere exacte versatus"
"um homem da vida mais severa e casta, mais observador das constituições eclesiásticas quase ao ponto da superstição, erudito na teologia escolástica e, por natureza, também do julgamento mais agudo, finalmente versado em todo tipo de disciplina" 

(Declarationes ad censures facultatis theoiogiae Parisianae, 1522). 